# North American Airlines
North American Airlines, Inc. (рус. Североамериканские авиалинии) — бывшая американская частная авиакомпания, со штаб-квартирой в Атланте.

## История
Компания была основана в 1989 году и начала свою деятельность 20 января 1990 года. Начала свою деятельность с чартерных авиаперевозок на самолётах Boeing 757.

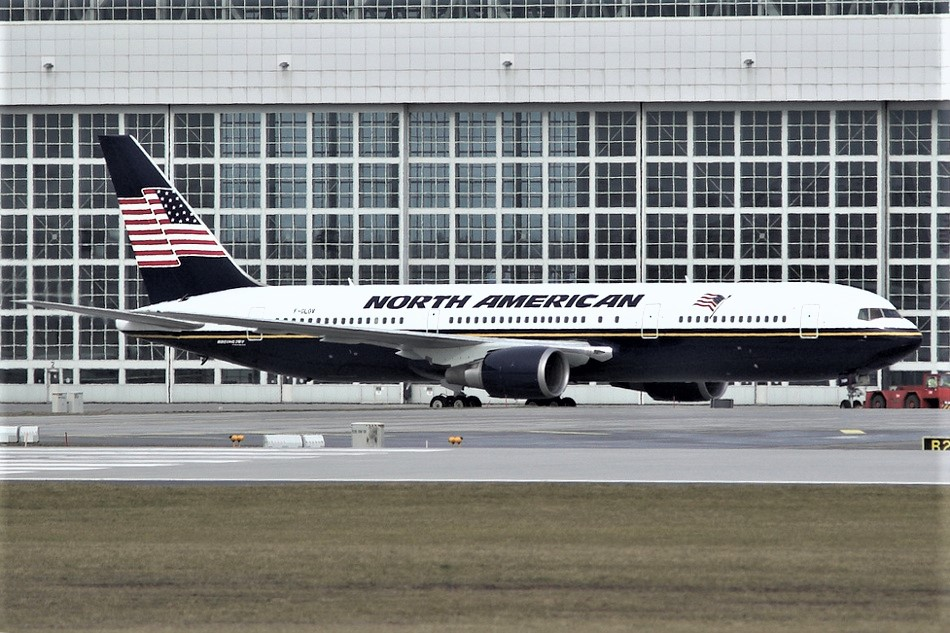
Boeing 767-300 в ливрее North American

Основателем авиакомпании считается Дэн МакКиннон, глава тогда ещё Совета по гражданской аэронавтике США. Как глава Совета Дэн сотрудничал с авиакомпанией El Al, и продолжил партнёрство от лица North American. Данное сотрудничество продолжилось до начала 2000-х, когда El Al подписала соглашение с Delta Air.

## Флот

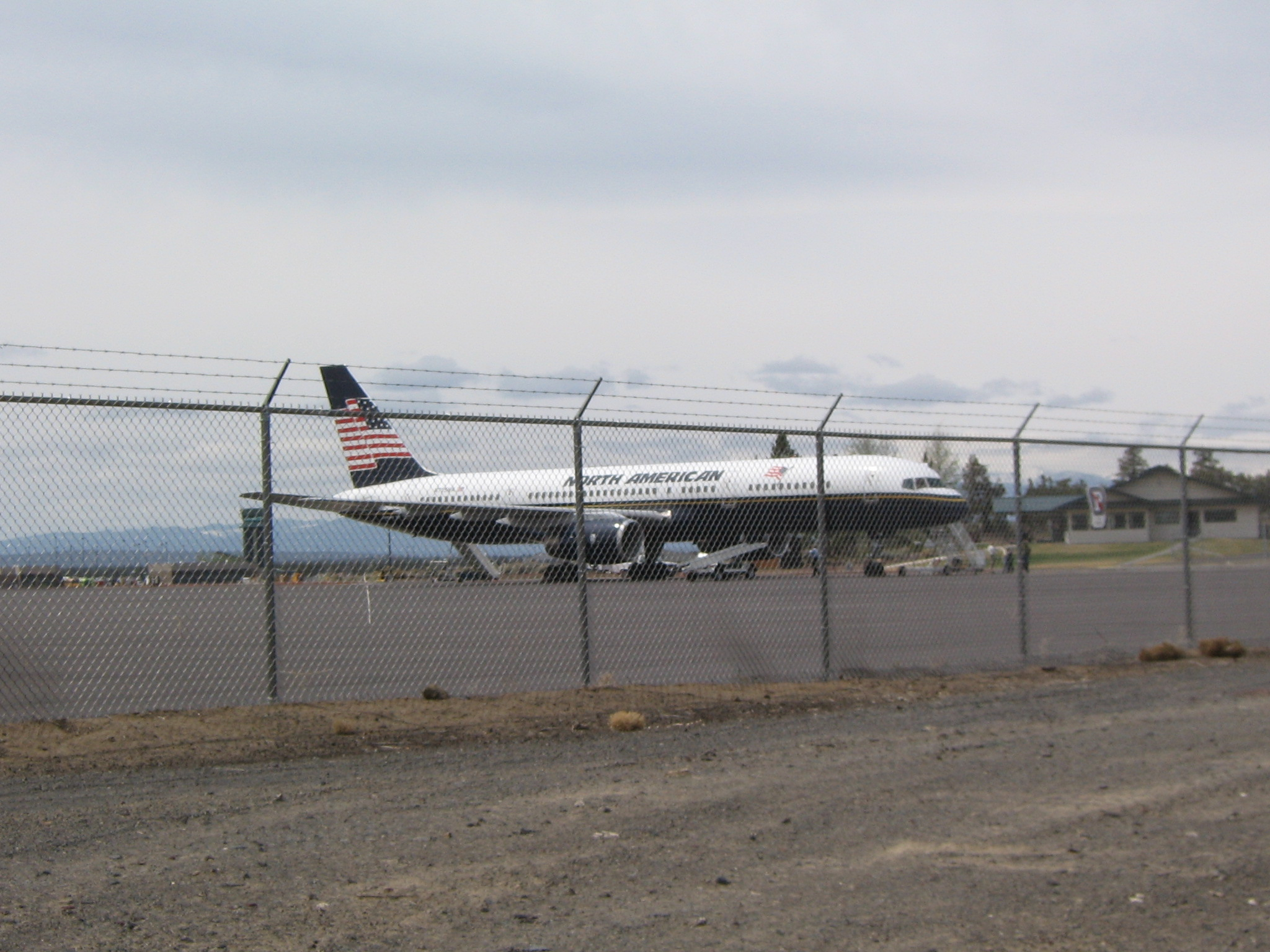
North American Airlines Boeing 757-200

| Самолёты               | Общее количество | Введено в эксплуатацию | На пенсии |
| ---------------------- | ---------------- | ---------------------- | --------- |
| Boeing 737-800         | 2                | 1998 г.                | С 2003 г. |
| Boeing 757-200         | 10               | 1990 г.                | С 2013    |
| Boeing 767-300         | 7                | 2001 г.                | С 2015 г. |
| McDonald Douglas MD-83 | 1                | 1992 г.                | С 1998 г. |